# Президентские выборы в Чили (1942)
Досрочные президентские выборы в Чили проходили 1 февраля 1942 года после смерти президента Педро Агирре. Новым президентом стал кандидат от Радикальной партии Хуан Антонио Риос, получивший 56% голосов избирателей, явка составила 80%.

## Предвыборная обстановка
Президент Педро Агирре умер от туберкулёза 25 ноября 1941 года. Вице-президент Джером Мендес в соответствии с избирательным законом назначил досрочные выборы. Кандидат от Радикальной партии Хуан Антонио Риос был поддержен многими партиями, включая Социалистическую, Коммунистическую, Демократическую партии, Партию демократов, Национальную антиибаньестскую фалангу Либеральной партии и Либерально-фашистское движение. Эти группы сформировали Демократический альянс. Бывший президент Карлос Ибаньес организовал Национальное движение, поддержанное фашистскими и нацистскими группами. После долгих обсуждений, Консервативная партия и Либеральная партия также согласились поддержать Ибаньеса. Несколько социалистов и демократов также его поддержали. В результате на выборах победу одержал Риос, расстроив в очередной раз президентские амбиции Карлоса Ибаньеса.

## Результаты
| Кандидат                            | Партия                | Голоса  | %     |
| Хуан Антонио Риос                   | Радикальная партия    | 260 034 | 56,0% |
| ----------------------------------- | --------------------- | ------- | ----- |
| Карлос Ибаньес дель Кампо           | Национальное движение | 204 635 | 44,0% |
| Прочие                              |                       | 124     | 0,03% |
| Недействительные/пустые бюллетени   |                       | 4 161   | —     |
| Всего                               |                       | 466 507 | 100%  |
| Зарегистрированных избирателей/Явка |                       | 581 486 | 80,2% |